# Вітенешть (Телеорман)
Вітенешть, Вітенешті (рум. Vitănești) — село у повіті Телеорман в Румунії. Адміністративний центр комуни Вітенешть.
Село розташоване на відстані 71 км на південний захід від Бухареста, 8 км на північний схід від Александрії, 132 км на схід від Крайови.

## Населення
За даними перепису населення 2002 року у селі проживали 1268 осіб. Рідною мовою 1264 особи (99,7%) назвали румунську.
Національний склад населення села:
| Національність | Кількість осіб | Відсоток |
| -------------- | -------------- | -------- |
| румуни         | 1143           | 90,1%    |
| цигани         | 125            | 9,9%     |